# Underslægt
I biologi er en underslægt en taksonomisk rang direkte under slægt. 
I den internationale kodeks for Zoologisk Nomenklatur, kan et underslægts navn bruges uafhængigt eller indgå i et artsnavn, i parentes, placeret mellem slægtsnavn og specifikt tilnavn: fx tigersneglen fra Det Indiske Ocean, Cypraea (Cypraea) tigris Linné, der hører til underslægten Cypraea af slægten Cypraea. Det er dog ikke obligatorisk eller endda sædvanligt, når man giver navnet på en art at inkludere dets underslægts navn.